# Idionyx murcia
Idionyx murcia är en trollsländeart som beskrevs av Maurits Anne Lieftinck 1971. Idionyx murcia ingår i släktet Idionyx och familjen skimmertrollsländor. Inga underarter finns listade i Catalogue of Life.